# 1月29日
1月29日是阳历（平年）年的第29天，离一年的结束还有336天（闰年是337天）。

## 大事记

### 19世紀以前
- 904年：色爾爵三世在殺害教宗良五世和對立教宗思篤後，正式接管聖座。
- 946年：阿拔斯帝國哈里發穆斯塔克菲被廢黜，在哈里發的宮殿中作為囚犯度過了他的餘生。
- 1635年：法國國王路易十三簽署君主制誥，批准首席大臣黎希留成立法蘭西學術院。
- 1726年：清代《古今图书集成》定稿。全书共分32志，一万卷，有历象、方舆、明伦、博物、理学、经济六个汇编。主编是陈梦雷，后蒋廷锡重新修定。

### 19世紀
- 1845年：美國詩人愛倫·坡著作的敘事詩《烏鴉》由《紐約鏡像晚報》首次印刷和發行。
- 1856年：英國維多利亞女王提出了維多利亞十字勳章的獎勵辦法，並且隨即頒發給參與克里米亞戰爭的英勇大英帝國士兵。
- 1886年：德國工程師卡爾·賓士為賓士專利電機車1號申請第一項內燃機汽車專利。
- 1891年：在夏威夷王國國王卡拉卡瓦逝世後，其妹妹利留卡拉尼登基成為夏威夷女王。

### 20世紀
- 1907年：美國堪薩斯州的卡烏族公民查爾斯·柯蒂斯成為第一位美國原住民參議員。
- 1916年：在第一次世界大战中，德军进行了世界上首次使用飞艇的袭击，目标为巴黎。
- 1944年：美國密蘇里號戰艦下水服役，後來成為美國海軍最後一艘退役的戰艦。
- 1947年：美国宣布对中国国共内战调停失败。
- 1959年：美国华特迪士尼公司根据童话故事改编的动画电影《睡美人》首演。
- 1964年：第9届冬季奥林匹克运动会在奥地利的因斯布鲁克举行。
- 1979年：邓小平访问美国，美国总统吉米·卡特以国家元首礼仪欢迎。
- 1979年：香港電視廣播有限公司與廣東電視台首次在農曆新年在廣州中山紀念堂舉行《羊城賀歲萬家歡》大型綜藝賀年晚會
- 1987年：美国华裔科学家朱经武等人首次宣布得到了90K以上电阻消失的超导体，这是人类首次发现突破液氮温区（77K）的超导体，是超导物理史上的一个里程碑。
- 1996年：位于意大利威尼斯的凤凰剧院发生火灾事故，导致剧院完全被焚毁。
- 1999年：香港終審法院居港權判決。

### 21世紀
- 2002年：美国总统乔治·沃克·布什在发表国情咨文演讲时，把伊朗、伊拉克和朝鲜称为“邪恶轴心”，指责这三国支持恐怖主义。
- 2003年：柬埔寨首都金边爆发反泰骚乱。
- 2008年：澳門發生歷來最大規模的天線訊號中斷事件。
- 2013年：斯卡特航空公司760號班機在哈薩克阿拉木圖附近墜毀，造成21人死亡。
- 2018年：香港恒生指數創下33,484.08點歷史新高。
- 2025年：美鷹航空5342號班機降落隆納·雷根華盛頓國家機場時與美軍直升機相撞墜毀，造成67人死亡。

## 出生
- 159年：卞夫人，曹操的妻子，曹丕、曹彰、曹植、曹熊之母（230年逝世）
- 919年：辽世宗耶律阮，辽朝皇帝（951年逝世）
- 1499年：卡塔琳娜·馮·博拉，德國人，宗教改革領導人馬丁·路德的妻子（1552年逝世）
- 1717年：傑弗里·阿默斯特，英國陸軍元帥（1797年逝世）
- 1749年：克里斯汀七世，丹麥-挪威國王（1808年逝世）
- 1773年：弗里德里希·莫斯，德國地質學家、礦物學家。（1839年逝世）
- 1843年：威廉·麥金利，美國政治人物，第25任美國總統（1901年逝世）
- 1853年：北里柴三郎，日本醫學者、細菌學者（1931年逝世）
- 1860年：安东·契诃夫，俄羅斯文学家（1904年逝世）
- 1862年：菲德列克·戴流士，英國作曲家（1934年逝世）
- 1866年：罗曼·罗兰，法国文学家，1915年諾貝爾文學獎得主（1944年逝世）
- 1867年：维森特·布拉斯科·伊巴涅斯，西班牙文学家（1928年逝世）
- 1874年：小約翰·戴維森·洛克斐勒，美國慈善家。（1960年逝世）
- 1887年：奥古斯特·威廉，德国普鲁士王子（1949年逝世）
- 1888年：顧維鈞，中華民國外交家（1985年逝世）
- 1891年：R·諾里斯·威廉斯，美國男子網球運動員，鐵達尼號生還者（1968年逝世）
- 1899年：瞿秋白，中国文学评论家，政治家，中國共產黨早期領導人（1935年逝世）
- 1900年：張幼儀，中國銀行家、企業家（1989年逝世）
- 1909年：鄒新和，臺灣企業家，國泰人壽創辦人之一（2001年逝世）
- 1921年：穆斯塔法·本·哈利姆，利比亞政治人物、商人，第3任利比亞總理（2021年逝世）
- 1928年：約瑟夫·克魯斯卡爾，美國數學家、統計學家、計算機科學家、心理統計學家（2010年逝世）
- 1932年：汤米·泰勒，英格蘭職業足球運動員（1958年逝世）
- 1945年：易卜拉欣·布巴卡爾·凱塔，馬里政治家，曾任馬里總理和馬里總統（2022年逝世）
- 1948年：毛利衛，日本太空人
- 1949年：黃錦燊，香港演員
- 1952年：梁錦松，香港前財政司司長
- 1953年：鄧麗君，臺灣流行音樂歌手、演員、慈善家（1995年逝世）
- 1954年：歐普拉·溫芙蕾，美國電視脫口秀主持人、製作人、投資家、慈善家及演員
- 1958年：村川豐，日本海上自衛隊將領
- 1960年：馬敏兒，香港演員
- 1962年：呂秀齡，臺灣演員
- 1962年：貞本義行，日本插畫家、人物設計師
- 1963年：伊斯梅爾·哈尼亞，哈瑪斯政治領袖（2024年逝世）
- 1965年：多米尼克·哈謝克，捷克職業冰球運動員
- 1966年：高洪波，中國足球教練和前球員
- 1966年：罗马里奥，巴西足球運動員
- 1967年：斯泰西·金，美國職業籃球運動員
- 1968年：曾國城，臺灣藝人、主持人、演員
- 1969年：何如芸，台灣女演員
- 1969年：hyde，日本樂團彩虹主唱
- 1972年：濱口優，日本男演員、搞笑藝人
- 1974年：和田光司，日本男歌手（2016年逝世）
- 1976年：龐庸之，台灣演員
- 1977年：宋新妮，台灣藝人
- 1977年：拉蒂法·西蒙，美國政治人物
- 1979年：陳宇凡，台灣演員
- 1980年：黃玠，台灣歌手
- 1981年：瑞恩，新加坡演員、歌手
- 1981年：泰諾克·烏爾塔，墨西哥男演員
- 1982年：亞當·藍伯特，美國歌手
- 1983年：吴昕，中國主持人、演員
- 1986年：草莓姐姐，臺灣兒童節目主持人
- 1988年：瑪麗-洛爾·德利，法國女子足球運動員
- 1989年：亞克-阿里·哈維，牙買加男子田徑運動員
- 1990年：方昶詠，台灣棒球選手、YouTuber
- 1990年：賈琳珀恩·朱恩凱，泰國女演員、模特兒、主持人
- 1991年：休·格羅夫納，英國貴族、億萬富翁、商人，第七代西敏公爵
- 1992年：馬克西米利安·克勒貝爾，德國職業籃球運動員
- 1993年：卡莉怪妞，日本女歌手、模特兒
- 1993年：NakJoon，韓國男歌手
- 1993年：路易斯·普曼，美國男演員
- 1994年：佐仓绫音，日本女性聲優
- 1995年：文煒楹，馬來西亞女子羽球運動員
- 1997年：平野紫耀，日本男子偶像團體King & Prince成員
- 1998年：林俊吉，臺灣男子籃球運動員
- 1998年：向井地美音，日本女子偶像團體AKB48成員
- 2001年：李大輝，韓國男子偶像團體Wanna One、AB6IX成員
- 2002年：安德里·古德約翰森，冰島職業足球運動員
- 2003年：格蕾琴·沃爾什，美國女子游泳運動員

## 逝世
- 1820年：喬治三世，大不列顛國王及愛爾蘭國王、漢諾威國王（1738年出生）
- 1859年：威廉·邦德，美国天文学家，哈佛大学天文台的首任台长（1789年出生）
- 1864年：戴潮春，台灣清治時期戴潮春反清事件領袖（生年不詳）
- 1868年：井上源三郎，日本幕末武士，新選組第六隊隊長（1829年出生）
- 1906年：克里斯蒂安九世，丹麥國王（1818年出生）
- 1912年：亞歷山大·達夫，英國貴族，第一代法夫公爵（1849年出生）
- 1933年：莎拉·蒂斯黛尔，美国近代抒情女诗人（1884年出生）
- 1934年：弗里茨·哈伯，德國化學家，1918年諾貝爾化學獎得主（1868年出生）
- 1941年：扬尼斯·梅塔克萨斯，希臘軍事人物、政治人物，第50任希臘首相（1871年出生）
- 1962年：弗里茨·克莱斯勒，奧地利裔美國小提琴家、作曲家（1875年出生）
- 1964年：阿道爾弗·迪亞斯，尼加拉瓜政治人物，前任尼加拉瓜總統（1875年出生）
- 1984年：約翰·麥克納滕·惠特克，英國數學家（1905年出生）
- 1991年：王天定，臺灣布農族登山嚮導，第一位完成臺灣百岳的原住民（1927年出生）
- 2002年：奧利-約翰·達爾，挪威電腦科學家（1931年出生）
- 2004年：路易·B·納恩，美國律師、政治人物，第52任肯塔基州州長（1924年出生）
- 2015年：柯林·馬嘉露，澳大利亞作家（1937年出生）
- 2016年：李國士，前香港漁農處處長（1925年出生）
- 2021年：栃乃海晃嘉，日本相撲力士，第49代橫綱（1938年出生）
- 2024年：桐島聰，日本無政府主義者、恐怖分子（1954年出生）
- 2024年：蘆原妃名子，日本漫畫家（1974年出生）
- 2025年：張立威，台灣男演員（1968年出生）
- 2025年：薩爾萬·莫米卡，伊拉克無神論者（1986年出生）

## 节假日和习俗
- 俄羅斯正教會：聖安德烈·魯布烈夫慶節